# Königskinder – Eine wahre Liebe
Königskinder – Eine wahre Liebe ist ein 1996 erschienenes Sachbuch des deutschen Schriftstellers und Übersetzers Reinhard Kaiser.

## Inhalt
Im Jahre 1935 lernen sich die gebürtige Schwedin Ingeborg Magnusson und der deutsche Geologe Rudolf Kaufmann in Italien kennen. Als die beiden wieder im Alltag sind, halten sie den Kontakt über Briefe, die sie sich regelmäßig schreiben. 
Als Rudolf, seines Zeichens ein gläubiger Jude, wegen einer fremden Liebschaft für drei Jahre im Zuchthaus einsitzen muss, beweist sich erneut die Festigkeit und Ernsthaftigkeit seiner engen Freundschaft zu Ingeborg: Weiterhin bleiben die beiden in einem regen schriftlichen Kontakt zueinander. Sogar Heiratspläne werden während der Zeit seiner Haftstrafe geschmiedet.
Als jedoch der Zweite Weltkrieg ausbricht, werden auf einen Schlag alle Zukunftsträume der beiden vernichtet. Die Briefe, die Rudolf aus der Gefangenschaft weiterhin an Ingeborg schreibt, haben einen zunehmend verzweifelten Unterton. Nach der Gefangenschaft kann man die Lebensumstände unter den geschichtlichen Entwicklungen in Deutschland nicht mehr verschweigen. Trotz Rudolfs Anstrengungen, beruflich eine Grundlage für eine gemeinsame Zukunft aufzubauen, kommt er an seine Grenzen. 
Auswanderungsgesetze und Einreisebestimmungen für Juden verändern sich und machen diese unmöglich. Rudolf rät Ingeborg von weiteren gemeinsamen Lebensplänen ab.
Der Inhalt des Buches geht ohne ein Happy End aus. Das Liebespaar Rudolf und Ingeborg erhält nie wieder die Möglichkeit, einander zu begegnen.

## Hintergrund
Der Inhalt des Buches beruht auf einem realen Hintergrund. Der Schriftsteller und Autor Reinhard Kaiser hat die Liebesbeziehung und den Schriftverkehr des Liebespaares anhand real existierender Briefe und Berichte von Freunden, Familie und Kollegen rekonstruiert.

## Rezensionen
Der Journalist Klaus Bednarz urteilt: „Ich habe heute mit einer Kollegin, die das Buch auch gelesen hat, gesprochen, und sie hat mir gesagt: Als ich das Buch weggelegt habe, hatte ich das gleiche Gefühl wie damals, als ich zum erstenmal das Tagebuch der Anne Frank gelesen habe‹ - und ich muß sagen: Mir ist es genauso ergangen. Reinhard Kaiser, danke für dieses Buch.“
Andreas Platthaus resümierte in der FAZ: „So ist ein tieftrauriges und sehr berührendes Buch entstanden, auch ein eminent literarisches Werk, denn Kaisers Rekonstruktion arbeitet mit allen Finessen der Montage von Schrift und Bild“.

## Auszeichnung
Königskinder – Eine wahre Liebe wurde 1997 mit dem Deutschen Jugendliteraturpreis ausgezeichnet.